# Сад Андрея Кметя (Пьештяны)
Сад Андрея Кметя (словац. Sad Andreja Kmeťa) — городской парк в западнословацком городе Пьештяны. В 2011 году был объявлен национальным культурным памятником Словацкой Республики. Парк назван в честь словацкого священника, палеонтолога и биолога Андрея Кметя (1841—1908). В годы коммунизма именовался Парк Готвальда.
Изначально считался курортным парком, его основал в 1865 году владелец имения в городах Пьештяны и Глоговец Ференц Эрдёди. Он же построил ныне не существующий летний театр «Арена» на месте, где сейчас находится Курортный холл, в котором располагается Бальнеологический музей. В том же году были построены также ныне не существующие здания музыкального павильона «Эстрада» и беседки для отдыха «Рондо».
В 1974-1979 гг. на восточной окраине парка был построен Дом искусства (по проекту архитектора Фердинанда Милучкого).